# Poecilodryas
Poecilodryas – rodzaj ptaków z podrodziny gwizdaczy (Eopsaltriinae) w obrębie rodziny skalinkowatych (Petroicidae). 

## Zasięg występowania
Rodzaj obejmuje gatunki występujące w Australii, na Nowej Gwinei i sąsiednich wyspach.

## Morfologia
Długość ciała 13–18 cm; masa ciała 15,5–25 g (samce są nieco cięższe od samic).

## Systematyka
Rodzaj zdefiniował w 1865 roku brytyjski przyrodnik John Gould w publikacji swojego autorstwa o tytule Handbook to the birds of Australia. Jako gatunek typowy Gould wyznaczył gwizdacza ciemnouchego (P. cerviniventris).  

### Etymologia
- Poecilodryas: gr.  ποικιλος poikilos „srokaty, łaciasty”; δρυας druas, δρυαδος druados „driady, nimfy leśne”, od δρυς drus, δρυος druos „drzewo”[6].
- Leucophantes: gr. λευκος leukos „biały”; φαινω phainō „pokazywać”[7]. Typ nomenklatoryczny: Leucophantes brachyurus P.L. Sclater, 1874.

### Podział systematyczny
Do rodzaju należą następujące gatunki:
- Poecilodryas brachyura (P.L. Sclater, 1874) – gwizdacz czarnobrody
- Poecilodryas hypoleuca (G.R. Gray, 1859) – gwizdacz żałobny
- Poecilodryas superciliosa (Gould, 1847) – gwizdacz białobrewy
- Poecilodryas cerviniventris (Gould, 1858) – gwizdacz ciemnouchy